# Список мужских национальных сборных по футболу

Список мужских национальных сборных по футболу

## Текущее положение
В настоящий момент (май 2016) в ФИФА состоят 211 стран-членов, которые могут принимать участие в чемпионатах мира и матчи между этими командами считаются официальными.
Каждая сборная имеет рейтинг, ежемесячно публикуемый ФИФА, на основании которого можно судить об относительной силе команды и сравнивать её с другими.
Кроме того, все команды принадлежат одной из шести континентальных конфедераций, по географическому признаку:
- АФК — Азиатская конфедерация футбола — Азия и Австралия
- ОФК — Конфедерация футбола Океании — Океания
- УЕФА — Союз европейских футбольных ассоциаций — Европа
- КАФ — Конфедерация африканского футбола — Африка
- КОНКАКАФ — Конфедерация футбола Северной и Центральной Америки и стран Карибского бассейна — Северная Америка
- КОНМЕБОЛ — Южноамериканская конфедерация футбола — Южная Америка

## Сборные стран, не входящих в ФИФА
Существуют другие сборные — непризнанных или карликовых государств, которые не входят в ФИФА. Они объединились в 2005 году и образовали организацию New Federation Board.
- Сборная мира по футболу — исключительно для проведения товарищеских матчей
- Сборная Ватикана по футболу — не входит в NF-Board
- Сборная Абхазии по футболу — не входит в ФИФА по политическим причинам
- Сборная Южной Осетии по футболу — не в ФИФА тоже по политическим причинам

## Исчезнувшие страны
Эти страны были ранее членами ФИФА, но сейчас, по различным причинам перестали существовать.
- ГДР
- Нидерландские Антильские острова
- Саар
- Сербия и Черногория
- СССР
- СНГ
- Чехословакия
- Югославия
- Южный Вьетнам
- Южный Йемен

Следующие страны не были включены в ФИФА по политическим причинам, ныне они перестали существовать.
- Маньчжоу-го
- Северный Вьетнам